# Tuna ropného ekvivalentu
Tuna ropného ekvivalentu (tonne of oil equivalent, toe) je standardizovaná jednotka definovaná na základě jedné tuny ropy. Odpovídá tak množství energie uvolněné spálením jedné tuny ropy. Jde o vhodný společný ukazatel sloužící k shrnutí různých druhů paliv, založených na jejich energetickém obsahu.

## Hodnota
{\displaystyle 1\,{\text{toe}}=41,\!87\,{\text{GJ}}=11,\!631\,{\text{MWh}}} 
Pro představu: spotřeba primární energie byla v roce 2017 v EU 1 561 Mtoe a finální spotřeba energie 1 222 Mtoe.